# Familles professionnelles en France
Pour les articles homonymes, voir FAP.
Les familles professionnelles (FAP) constitue une nomenclature utilisée en France depuis 1993 principalement par la DARES du Ministère du Travail pour mener des études et travaux statistiques sur les métiers et l'emploi.
Cette nomenclature est issue d'un rapprochement effectué au milieu des années 1980 entre deux nomenclatures: le Répertoire opérationnel des métiers et des emplois (ROME) de l'ANPE identifiant les métiers et emplois et servant à l'étude statistique du chômage d'une part, et d'autre part la nomenclature PCS des professions et catégories socioprofessionnelles de l'Insee utilisée pour l’analyse statistique du travail et de l’emploi. La FAP permet ainsi de réaliser des analyses statistiques de l’emploi et du marché du travail par métiers.

## Historique
La FAP-1993 est créée à la suite de la création du  ROME de 1993.
En 2003, après la refonte de la PCS, la FAP-2003 évolue.
En 2009, l'élaboration d’un nouveau répertoire ROME V3 conduit à opérer une adaptation des familles professionnelles en créant la FAP-2009.
La FAP constituant une table de correspondance entre les deux nomenclatures, PCS et ROME, celle-ci évolue mécaniquement à chaque évolution de l'une ou l'autre de ces nomenclatures. La mise à jour de la PCS en 2020 conduit parallèlement la DARES à entamer une évolution de la FAP.

## Présentation
La nomenclature des FAP-2009 est organisée à partir de domaines professionnels et se décline proposant pour le niveau le plus fin, 225 familles. Elle est composée de :
- 22 domaines professionnels codés sur un caractère,
- Déclinés en 87 familles professionnelles agrégées codés sur trois caractères,
- et 225 familles professionnelles détaillées codées sur cinq caractères.

Les FAP regroupent les professions qui font appel à des compétences communes sur la base de « gestes professionnels » proches. Elle repose sur la différenciation du statut et de la catégorie socio-professionnelle.
Elle propose des correspondances entre la PCS-2003 et le ROME-V3.

### Les domaines professionnels
22 domaines professionnels constituent le 1er niveau de cette nomenclature :
- A Agriculture, marine, pêche.
- B Bâtiment, travaux publics.
- C Électricité, électronique.
- D Mécanique, travail des métaux.
- E Industries de process.
- F Matériaux souples, bois, industries graphiques.
- G Maintenance.
- H Ingénieurs et cadres de l'industrie.
- J Transports, logistique et tourisme.
- K Artisanat.
- L Gestion, administration des entreprises.
- M Informatique et télécommunications.
- N Études et recherche.
- P Administration publique, professions juridiques, armée et police.
- Q Banque et assurances.
- R Commerce.
- S Hôtellerie, restauration, alimentation.
- T Services aux particuliers et aux collectivités.
- U Communication, information, art et spectacle.
- V Santé, action sociale, culturelle et sportive.
- W Enseignement, formation.
- X Politique, religion.

### Exemples
- Dans le domaine professionnel G Maintenance, une des familles professionnelles - Techniciens et agents de maîtrise de la maintenance et de l'environnement G1Z70 - est en correspondance avec 7 catégories socio-professionnelles de la PCS-2009[6], et 22 métiers du ROME[5],[7].
- La FAP articulant les statuts (salariés, indépendant, fonction publique...) avec les domaines et les familles professionnelles, n'offre pas de correspondance systématique avec le ROME.
  - Ainsi la famille professionnelle A1Z00  Maraîchers, horticulteurs indépendants a 3 correspondances avec les PCS (111b Maraîchers, horticulteurs sur petite exploitation ; 121b Maraîchers, horticulteurs sur moyenne exploitation ; 131b Maraîchers, horticulteurs, sur grande exploitation) mais aucune avec le ROME[5].
  - La famille professionnelle P2Z92  Cadres de l'armée et de la gendarmerie, a une correspondance avec la PCS-2009 (334a Officiers des Armées et de la Gendarmerie (sauf officiers généraux)) et aucune avec le ROME[5].

## La nomenclature métiers de la fonction publique
Une  nomenclature de métiers, complémentaire aux nomenclatures PCS et FAP et spécifique à la fonction publique en France, a été développé en 2015. Élaborée initialement dans le cadre d’études sur les conditions de travail et les expositions aux risques professionnels, elle est utilisée plus  largement  pour  des  études  portant  sur  la fonction publique.
Sa  construction résulte du rapprochement des PCS de l’Insee, des FAP de la Dares et de certaines nomenclatures administratives.

## Usages de la FAP
Hormis la DARES ou les organismes produisant les deux nomenclatures à la base des FAP (Insee, Pôle Emploi), les FAP sont utilisés : 
- par régions par découpage géographique
- par secteur ou métiers : TIC[10], l'économie verte[11] ou le sport[12].
- sur des sujets transversaux comme les conditions de travail[13].